# Podenco andaluz maneto
El Maneto es una raza canina autóctona de Andalucía, España. Se usa frecuentemente para la caza de conejos y perdices.

## Características
Se trata básicamente de un podenco andaluz de tamaño mediano afectado de acondroplasia o bassetismo,() que la Real Sociedad Canina de España ha aceptado de manera provisional como una raza propiamente dicha.

## Salud
Hay que cuidar sus dientes, ya que se desgastan frecuentemente.
Los manetos alcanzan con frecuencia edades muy longevas y, siendo así, pueden presentar problemas a la hora de masticar y defecar en su vejez, por lo que se recomienda una dieta equilibrada y ejercicio durante toda su vida para prevenir mayores problemas.
El maneto es un perro de comportamiento estable, tranquilo y amigable.
Tienen muchísima memoria y aprenden con facilidad.